# Liste der kanadischen Senatoren aus den Territorien
Die Liste der Senatoren Kanadas aus den Territorien zeigt alle ehemaligen und aktuellen Mitglieder des kanadischen Senats aus den Nordwest-Territorien, dem Territorium Nunavut und dem Territorium Yukon. Die drei Territorien sind durch je einen Senator vertreten.
Die Nordwest-Territorien erhielten 1879 zwei Senatoren zugeteilt, ab 1903 vier Senatoren. Nach der Gründung der neuen Provinzen Alberta und Saskatchewan im Jahr 1905 waren die Territorien nicht mehr vertreten. 1975 erhielten die Nordwest-Territorien und Yukon durch eine Verfassungsänderung je einen Senator. Bei der Gründung Nunavuts im Jahr 1999 kam ein weiterer Senator hinzu.

## Amtierende Senatoren
| P. | Name                   | Partei           | Division             | Ernennung am  | Vorschlag von | Zwingender Rücktritt |
| -- | ---------------------- | ---------------- | -------------------- | ------------- | ------------- | -------------------- |
|    | Margaret Dawn Anderson | Unabhängig (ISG) | Nordwest-Territorien | 12. Dez. 2018 | J. Trudeau    | 14. Apr. 2042        |
|    | Pat Duncan             | Unabhängig (ISG) | Yukon                | 12. Dez. 2018 | J. Trudeau    | 8. Apr. 2035         |

## Ehemalige Senatoren
| P. | Name                 | Partei           | Division                                               | Ernennung am  | Vorschlag von | Mandatsende   |
| -- | -------------------- | ---------------- | ------------------------------------------------------ | ------------- | ------------- | ------------- |
|    | Willie Adams         | Liberale         | Nordwest-Territorien (bis 1999) Nunavut (ab 1999)      | 5. Apr. 1977  | P. Trudeau    | 22. Juni 2009 |
|    | Ione Christensen     | Liberale         | Yukon                                                  | 2. Sep. 1999  | Chrétien      | 31. Dez. 2006 |
|    | Thomas Osborne Davis | Liberale         | Nordwest-Territorien (bis 1905) Saskatchewan (ab 1905) | 30. Sep. 1904 | Laurier       | 23. Jan. 1917 |
|    | Richard Hardisty     | Konservative     | Nordwest-Territorien (Edmonton)                        | 23. Feb. 1888 | Macdonald     | 18. Okt. 1889 |
|    | Daniel Lang          | Konservative     | Yukon                                                  | 2. Jan. 2009  | Harper        | 15. Aug. 2017 |
|    | James Lougheed       | Konservative     | Nordwest-Territorien (bis 1905) Alberta (ab 1905)      | 10. Dez. 1889 | Macdonald     | 22. Nov. 1925 |
|    | Paul Lucier          | Liberale         | Yukon                                                  | 23. Okt. 1975 | P. Trudeau    | 23. Juli 1999 |
|    | Dennis Patterson     | Unabhängig (CSG) | Nunavut                                                | 27. Aug. 2009 | Harper        | 29. Dez. 2023 |
|    | William Dell Perley  | Konservative     | Nordwest-Territorien (bis 1905) Saskatchewan (ab 1905) | 3. Dez. 1888  | Macdonald     | 15. Juli 1909 |
|    | James Hamilton Ross  | Liberale         | Nordwest-Territorien (bis 1905) Saskatchewan (ab 1905) | 30. Sep. 1904 | Laurier       | 14. Dez. 1932 |
|    | Nick Sibbeston       | Liberale         | Nordwest-Territorien                                   | 2. Sep. 1999  | Chrétien      | 21. Nov. 2017 |